# Friso Nijboer
Friso Nijboer (Nimega, 26 maggio 1965) è uno scacchista olandese.
Grande Maestro Internazionale dal 1996, ha partecipato con i Paesi Bassi a sei edizioni delle olimpiadi degli scacchi dal 1996 al 2002, con il risultato complessivo di +18 –14 =21   e a quattro campionati europei a squadre, nei quali ha vinto due medaglie d'oro, una di squadra e una individuale, nel campionato del 2001. 
Ha vinto tre volte il gruppo B del torneo di Wijk aan Zee: nel 1989, 1994 (ex æquo con Lars Bo Larsen) e 1997 (ex æquo con Paul van der Sterren).
Ha vinto due edizioni del torneo di Vlissingen (2002 e 2005), e il Festival di Nancy nel 2005.  
Ha raggiunto il massimo rating Elo in ottobre 2006, con 2641 punti.